# Ellära
Ellära är ett läroämne som utgör en obligatorisk del av alla inriktningar på svenska gymnasieskolans elprogram. Den innefattar undervisning i fysik och kemi som specifikt relateras till elektricitet. 
Ellära är rent teoretiskt ämne och dess praktiska motsvarighet kallas elkunskap eller elkompetens. 
Elläran omfattar till stor del matematiska beskrivningar av elektriska fenomen, till exempel beräkningar av spänningar, strömstyrkor, effekter och impedanser där till exempel Ohms lag och Kirchhoffs lag är grundläggande.